# Corban

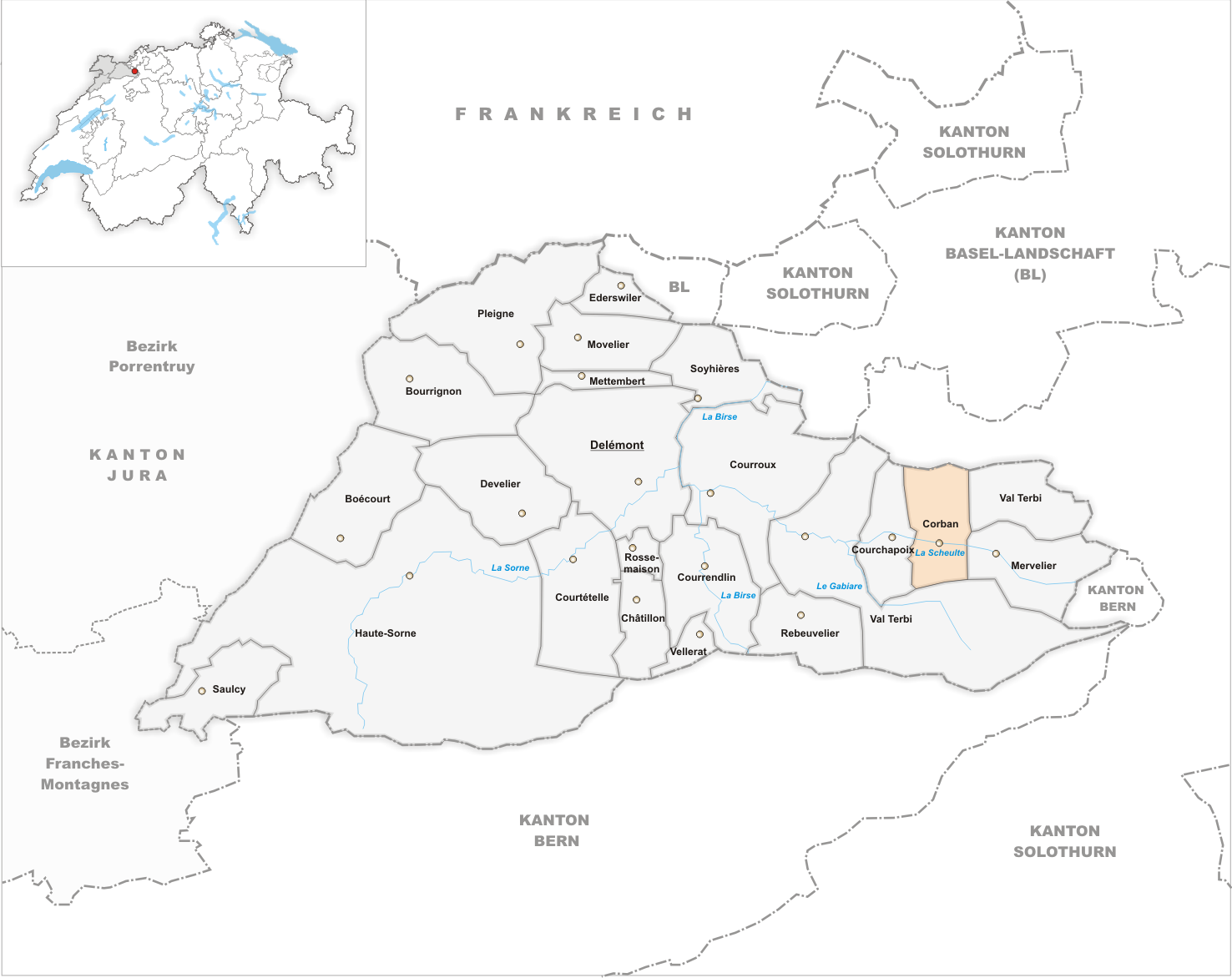
Gemeindestand vor der Fusion am 1. Januar 2018

Corban war bis am 31. Dezember 2017 eine politische Gemeinde im Distrikt Delémont des Kantons Jura in der Schweiz. Der frühere deutsche Name Battendorf wird heute nur noch vereinzelt verwendet.

## Geographie

Historisches Luftbild von Werner Friedli (1910–1996) von September 1950

Corban liegt auf 525 m ü. M., zehn Kilometer östlich des Kantonshauptorts Delémont (Luftlinie). Das ehemalige Strassen- und Bachzeilendorf erstreckt sich entlang dem Scheltenbach (französisch La Scheulte) in der weiten Mulde des Val Terbi, dem östlichsten Teil des Delsberger Beckens.
Die Fläche des 7,9 km² grossen Gemeindegebiets umfasst einen Abschnitt im Osten der landwirtschaftlich intensiv genutzten Senke des Delsberger Beckens. Den Zentralteil des Gemeindegebiets nehmen die Niederungen der beiden parallel verlaufenden Bäche La Scheulte und Ruisseau de Montsevelier ein. Diese werden durch eine niedrige Geländekuppe voneinander getrennt und entwässern die Gegend nach Westen zur Birs. Nach Norden reicht das Gemeindegebiet bis auf den Jurakamm der Fringelikette, deren steiler Südhang durch den Wald von Les Champés bedeckt ist. Hier liegt mit 913 m ü. M. der höchste Punkt der Gemeinde Corban. Im Süden erstreckt sich das Gebiet bis auf die Höhe von Plain Fayen und Les Faivelies (768 m ü. M.), die eine nördliche Randfalte der Mont-Raimeux-Kette bilden. Von der Gemeindefläche entfielen 1997 4 % auf Siedlungen, 33 % auf Wald und Gehölze, 62 % auf Landwirtschaft, und weniger als 1 % war unproduktives Land.
Zu Corban gehören mehrere Einzelhöfe. Nachbargemeinden von Corban sind Courchapoix, Vermes, Mervelier und Montsevelier im Kanton Jura sowie Bärschwil im Kanton Solothurn.

## Bevölkerung
Mit 481 Einwohnern (Stand 31. Dezember 2017) gehörte Corban zu den kleineren Gemeinden des Kantons Jura. Von den Bewohnern sind 93,8 % französischsprachig, 5,1 % deutschsprachig und 0,5 % italienischsprachig (Stand 2000). Die Bevölkerungszahl von Corban belief sich 1850 auf 392 Einwohner, 1900 auf 389 Einwohner. Im Verlauf des 20. Jahrhunderts pendelte die Einwohnerzahl stets im Bereich zwischen 390 und 450 Personen.

## Wirtschaft
Corban ist noch landwirtschaftlich geprägt, hat sich aber in der zweiten Hälfte des 20. Jahrhunderts auch zum Wohndorf entwickelt. Im Dorf gibt es nur wenige Arbeitsplätze ausserhalb des landwirtschaftlichen Sektors. Viele Erwerbstätige (ungefähr 60 %) sind deshalb Wegpendler und arbeiten vor allem in der Region Delémont.

## Verkehr
Corban liegt an der Kantonsstrasse von Delémont über den Scheltenpass nach Mümliswil. Es ist durch eine Buslinie, die vom Kantonshauptort nach Montsevelier verkehrt, an den Bahnhof in Delémont angebunden.

## Geschichte
Ein 1892 entdeckter Schatz mit 104 römischen Münzen aus dem 1. und 2. Jahrhundert nach Christus weist darauf hin, dass das Gebiet bereits zur Römerzeit besiedelt war. Erste Erwähnung findet Corban 1184 unter dem deutschen Namen Bathendorf. Von 1240 ist die französische Bezeichnung Corpaon belegt. Das Dorf Corban gehörte zur Propstei Moutier-Grandval und behielt auch nach der Reformationszeit den katholischen Glauben bei.
Von 1797 bis 1815 gehörte es zu Frankreich und war anfangs Teil des Département Mont-Terrible, ab 1800 mit dem Département Haut-Rhin verbunden. Durch den Entscheid des Wiener Kongresses kam der Ort 1815 an den Kanton Bern zum Amtsbezirk Moutier. Die Bewohner von Corban votierten in den Juraplebisziten stets für die Schaffung des Kantons Jura.
Als Grenzgemeinde im Amtsbezirk Moutier entschied sich Corban in der Volksabstimmung vom 7. September 1975 für den Kanton Jura, trat 1976 in den Distrikt Delémont über und kam mit diesem am 1. Januar 1979 an den neu gegründeten Kanton Jura.

## Sehenswürdigkeiten
Leicht erhöht steht südöstlich des Dorfes die Kirche Saint-Blaise, die 1683 erbaut wurde und trotz späterer Renovationen ihre spätgotischen Elemente bewahren konnte. Bis zum 17. Jahrhundert gehörte Corban zur Pfarrei der südlichen Nachbargemeinde Vermes.

## Persönlichkeiten
- Henri Schaller (1886–1985), Geistlicher, Journalist und Zeitungsverleger der Tageszeitung Le Pays
- Albert Steullet (1925–2024), Richter, Staatsanwalt und Kommunalpolitiker (CVP)

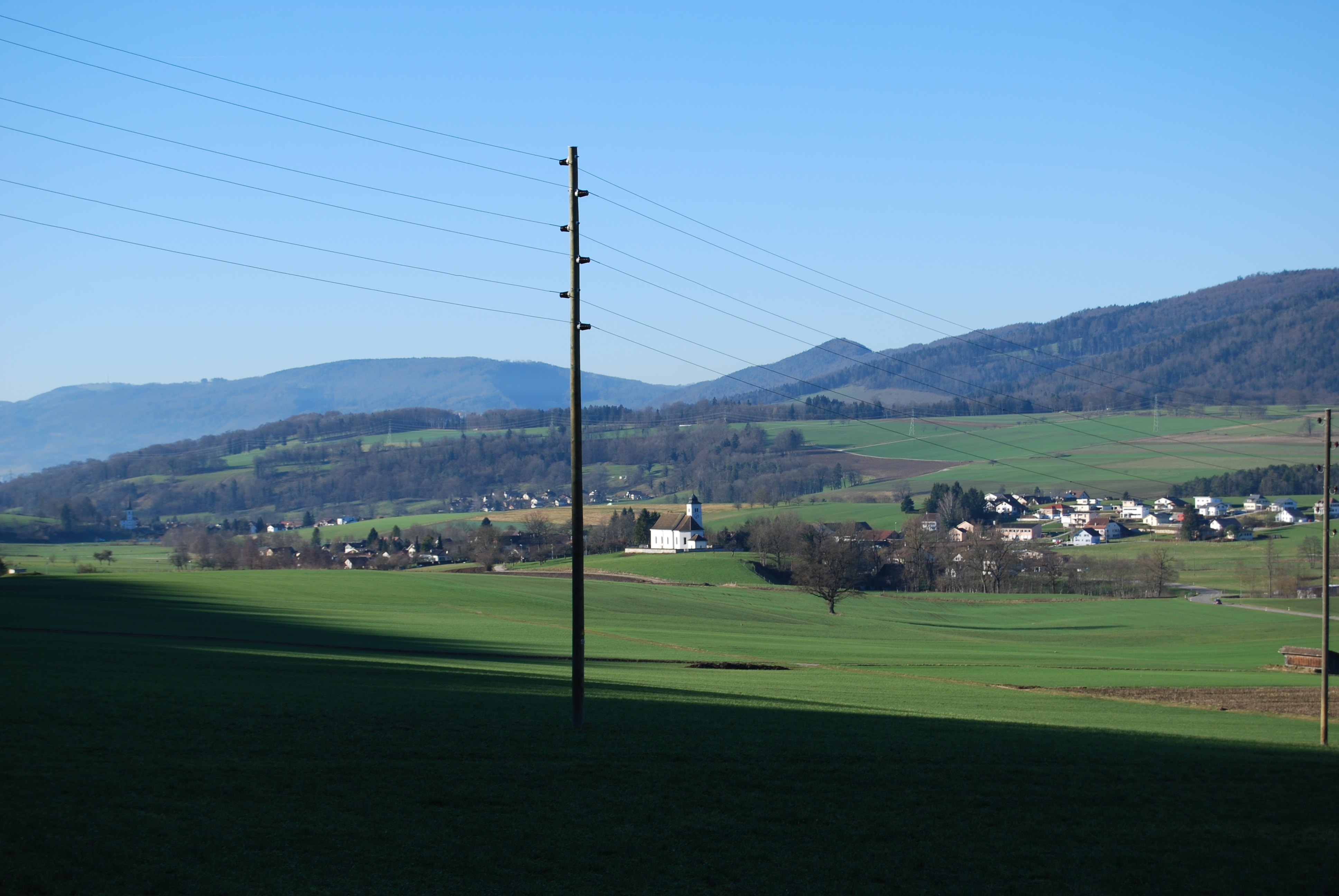
Ansicht des Dorfes
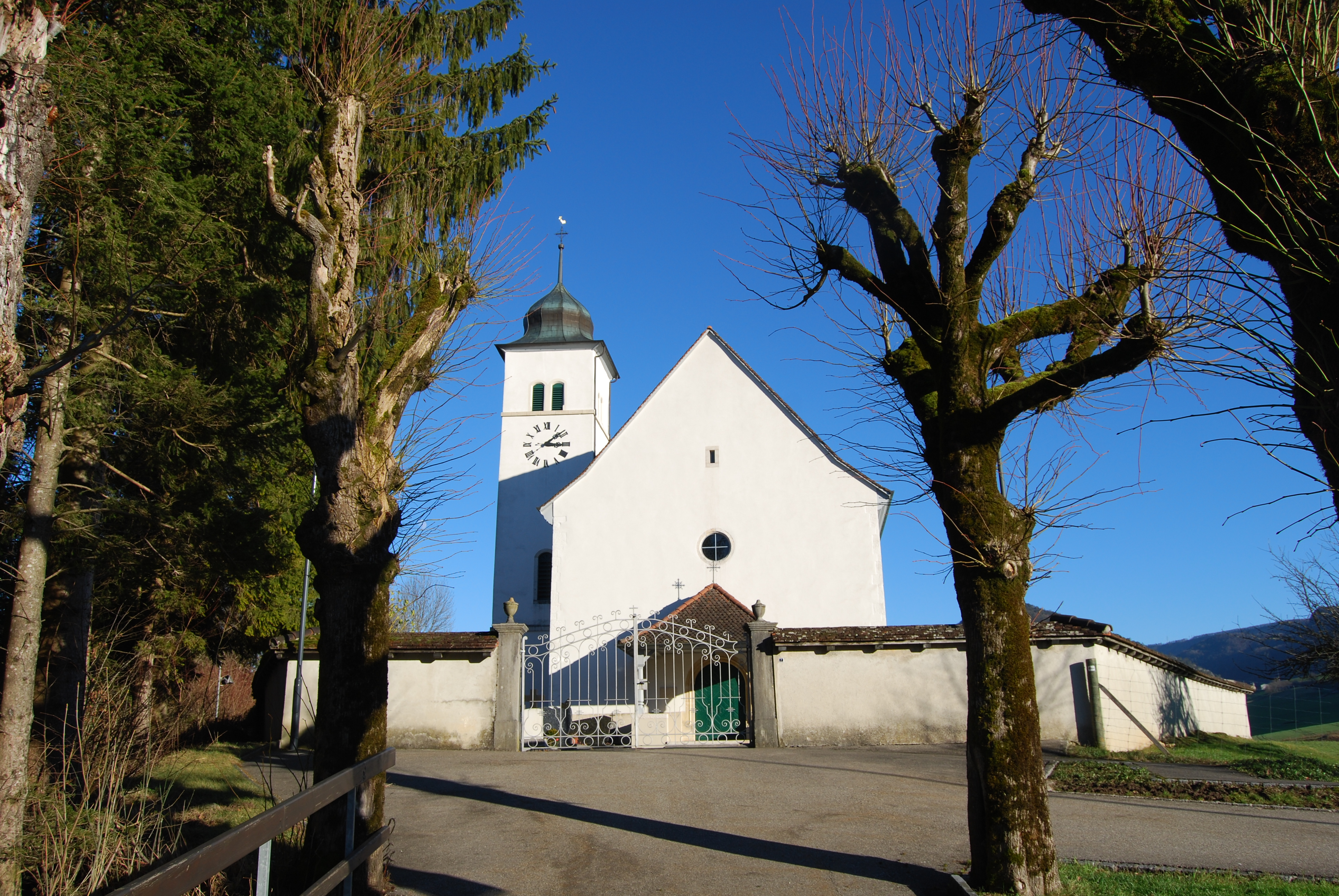
Kirche Saint-Blaise
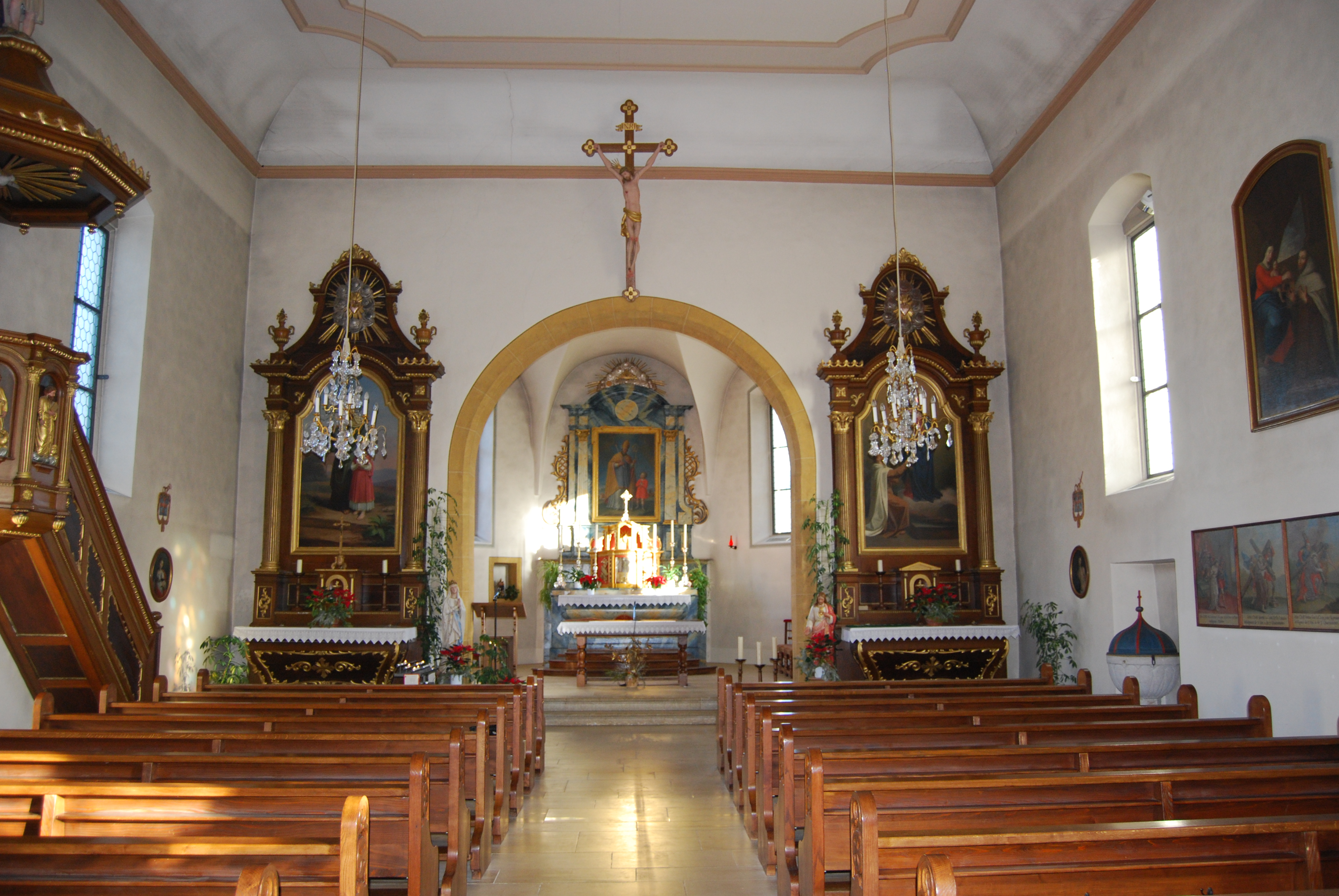
Innenansicht der Kirche
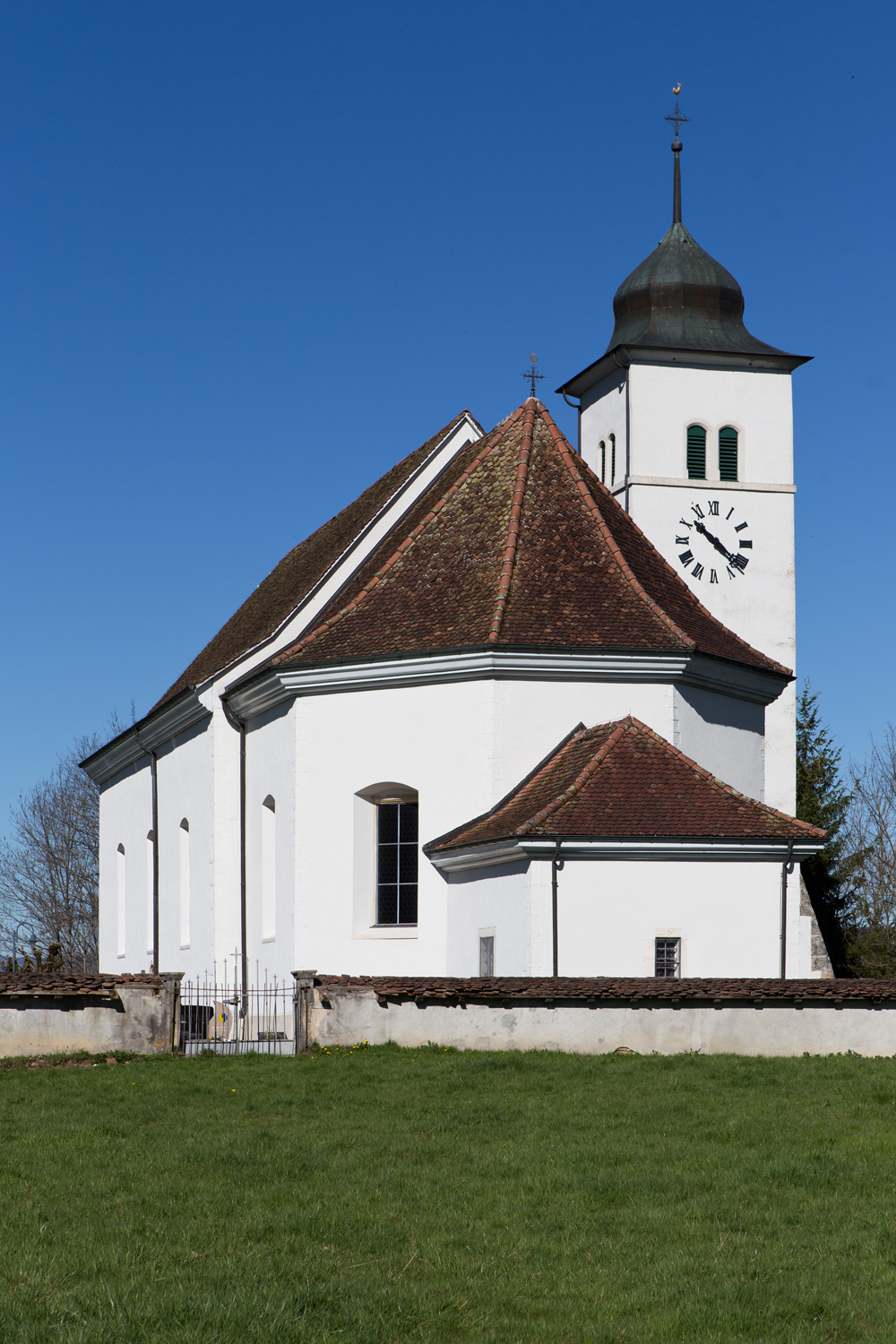
Kirche Saint-Blaise
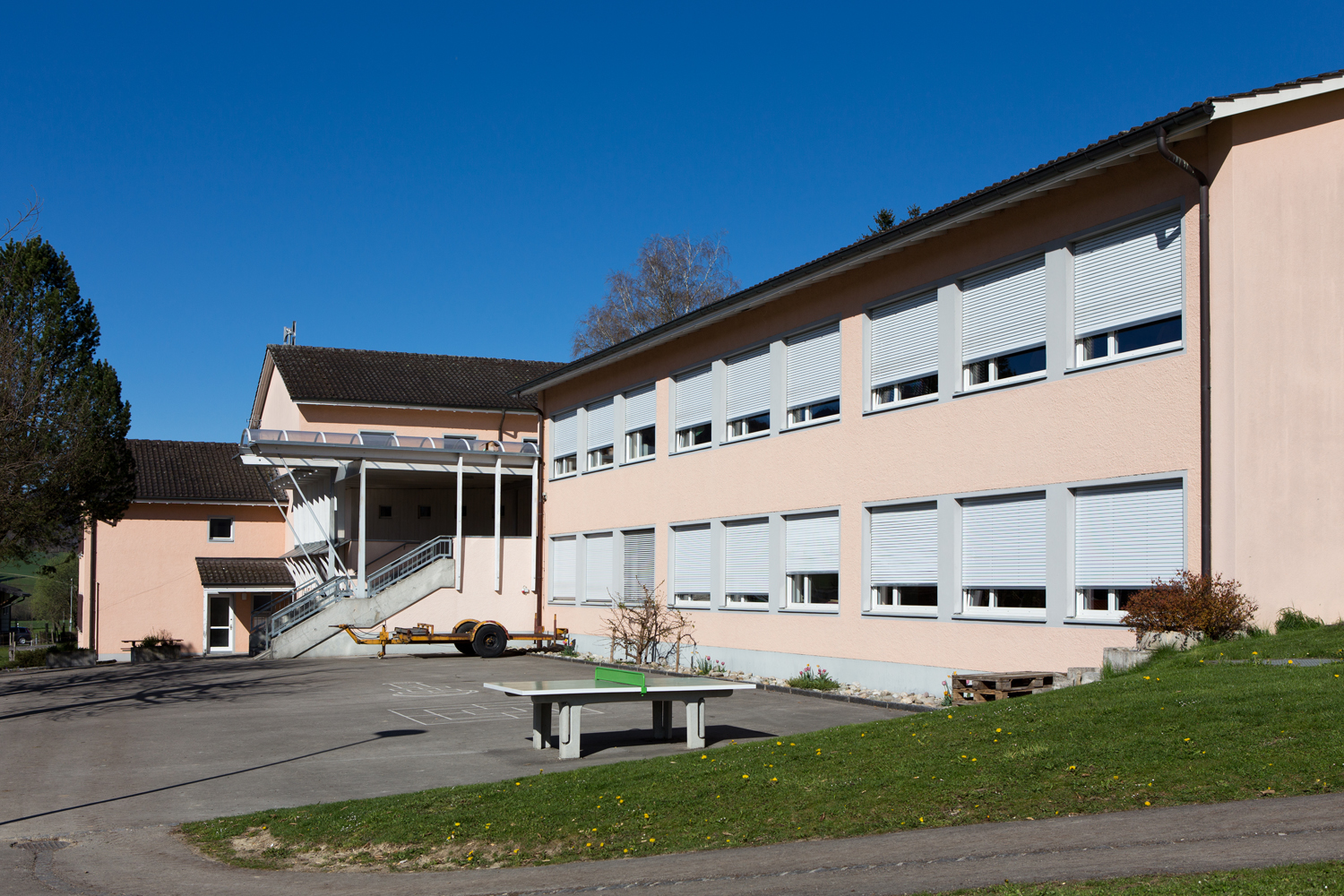
Primarschulhaus und Gemeindeverwaltung
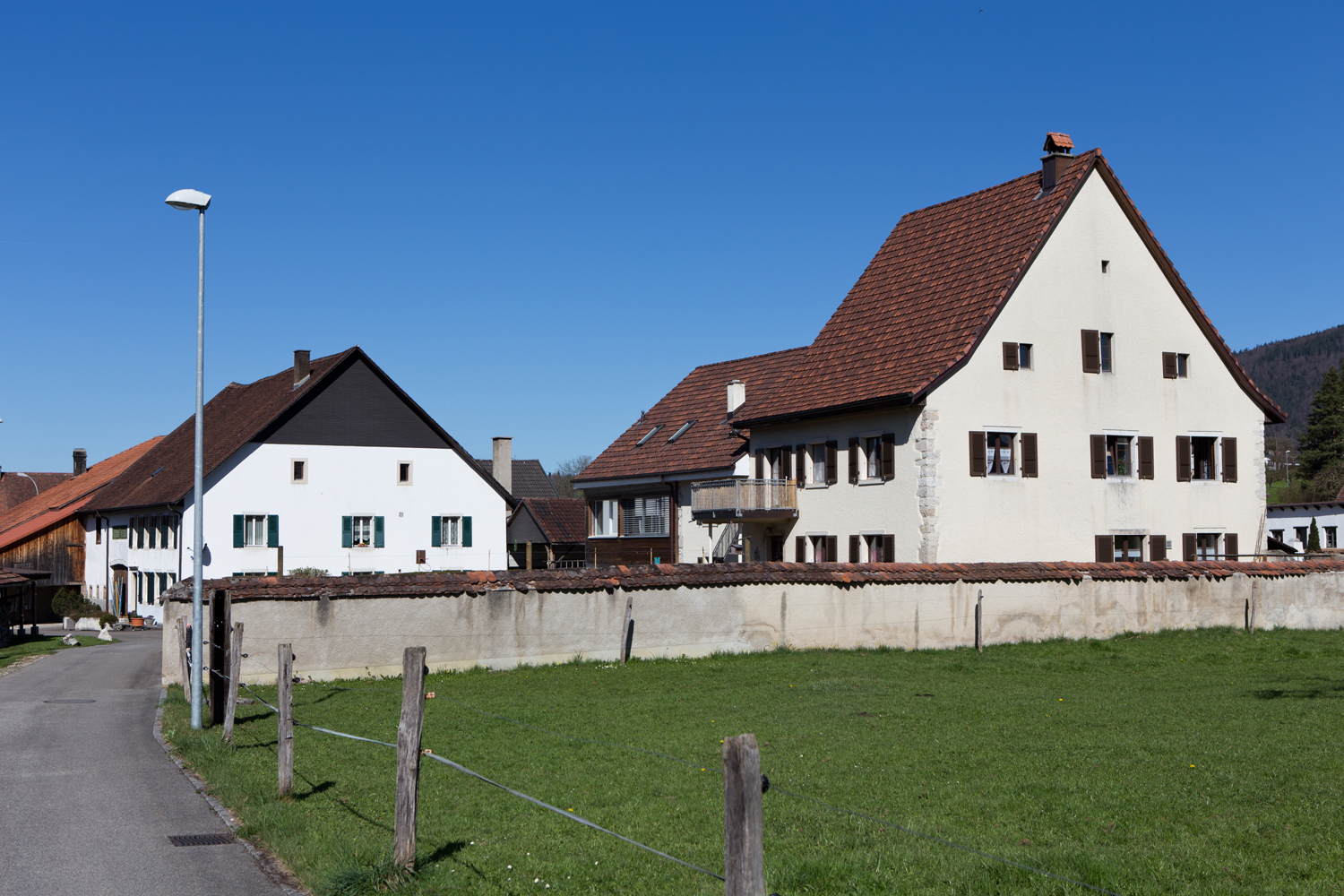
La Cure
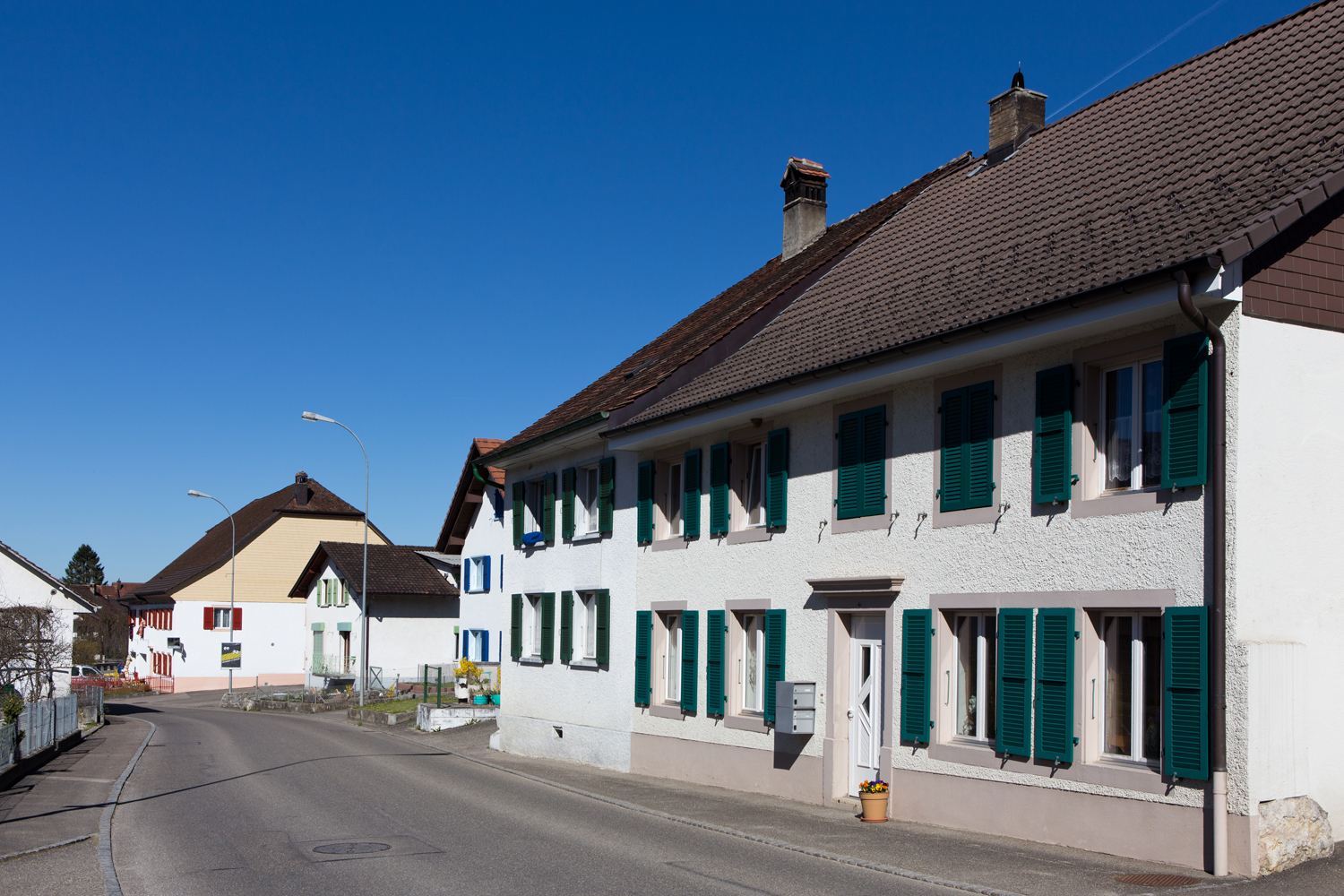
Route Principale
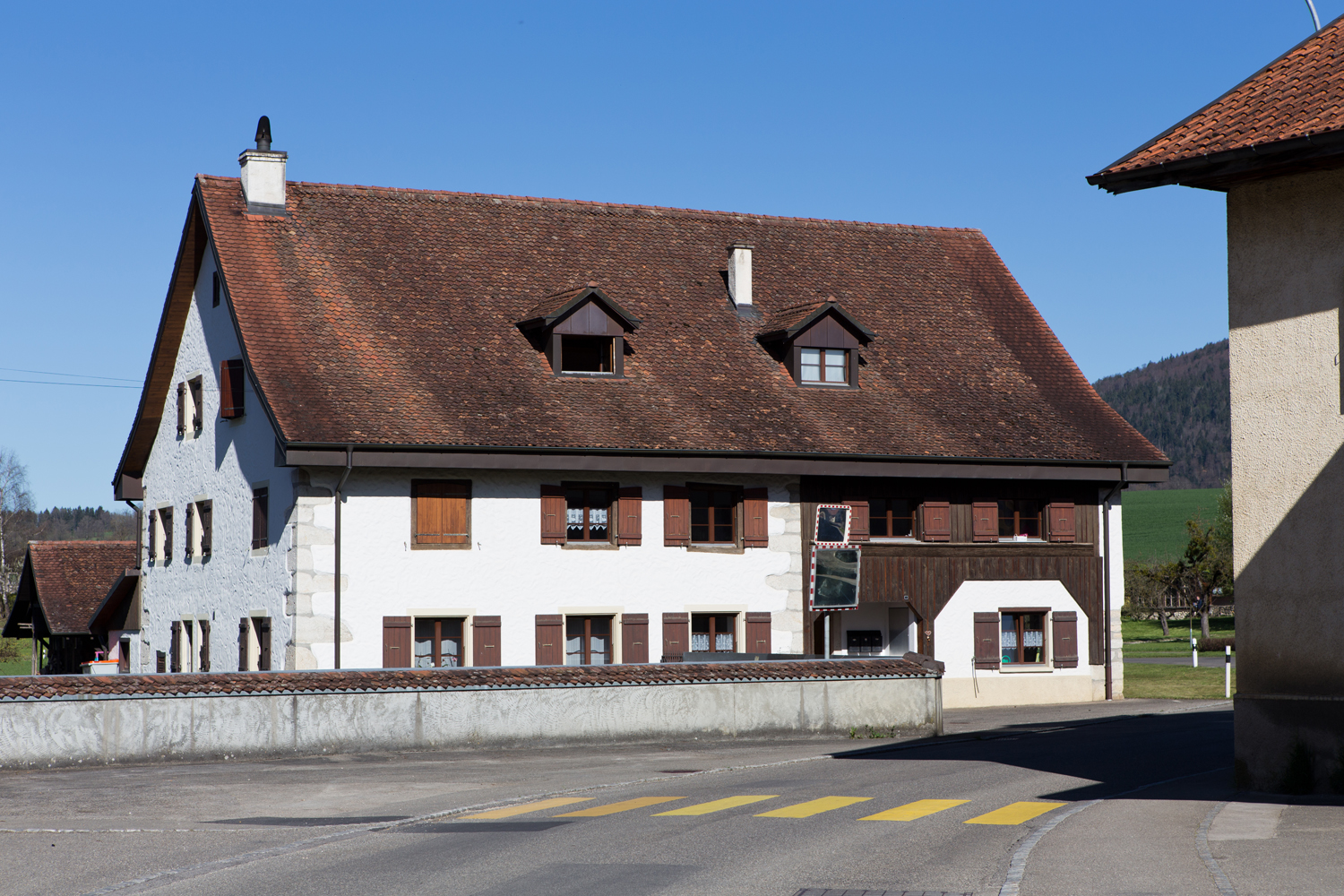
Ortstypisches Bauernhaus